# Pfutsero
Pfutsero es una ciudad situada en el distrito de Phek en el estado de Nagaland (India). Su población es de 10371 habitantes (2011). 

## Demografía
Según el censo de 2011 la población de Pfutsero era de 10371 habitantes, de los cuales 5239 eran hombres y 5132 eran mujeres. Pfutsero tiene una tasa media de alfabetización del 87,24%, superior a la media estatal del 79,55%: la alfabetización masculina es del 91,30%, y la alfabetización femenina del 83,11%.